# 姆巴氏魮
姆巴氏魮（学名：Labeobarbus mbami）为輻鰭魚綱鯉形目鲤科的其中一種，被IUCN列為瀕危保育類動物，分布於非洲喀麥隆Mbam河流域，體長可達15.1公分，棲息在中底層水域，可做為食用魚。